# Chiusa di Pesio
Chiusa di Pesio ist eine Gemeinde in der italienischen Provinz Cuneo (CN), Region Piemont.

## Lage und Einwohner
Chiusa di Pesio liegt 15 km südöstlich von der Provinzhauptstadt Cuneo entfernt. Das Gemeindegebiet umfasst eine Fläche von 94 km², womit die Gemeinde die bei weitem größte in der Umgebung ist. Sie reicht bis in den Oberlauf des Pesio (Nachbarorte Vigna und Certosa di Pesio flussaufwärts) und bis zur französischen Grenze. Zur Gemeinde zählen auch die Dörfer Abrau, Combe, San Bartolomeo, Santa Maria Rocca und Vigna. Die ganze Gemeinde hat 3667 Einwohner (Stand 31. Dezember 2023).
Die Nachbargemeinden sind Beinette, Briga Alta, La Brigue (Frankreich), Limone Piemonte, Margarita, Peveragno, Pianfei, Roccaforte Mondovì und Villanova Mondovì.

## Geschichte

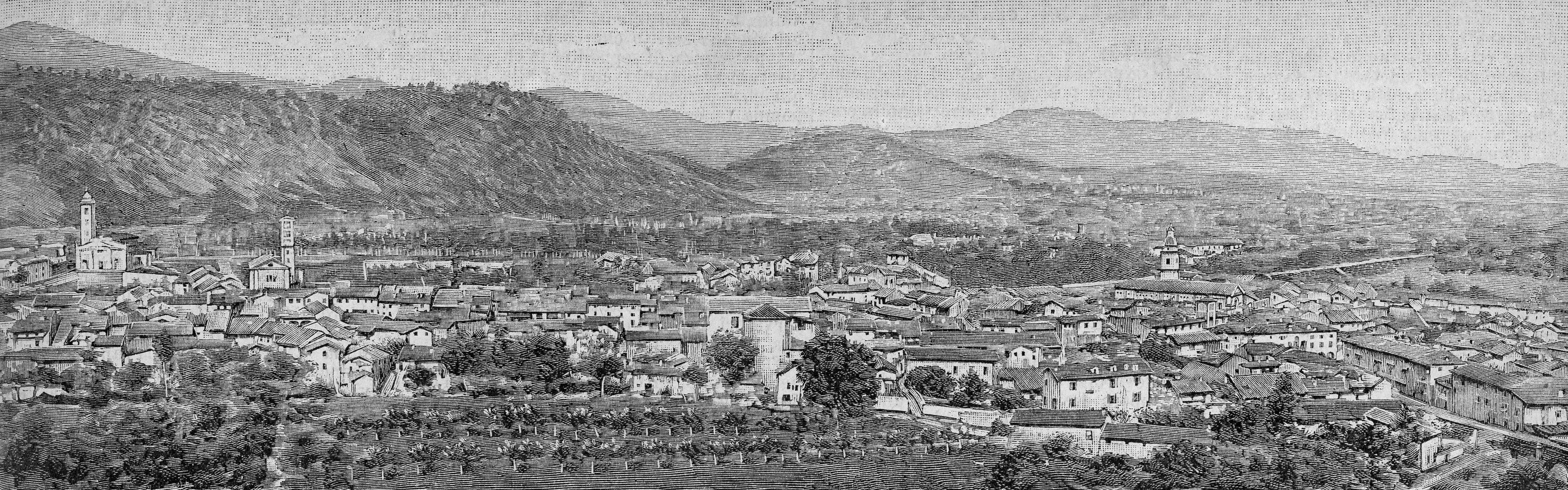
Panorama von 1893

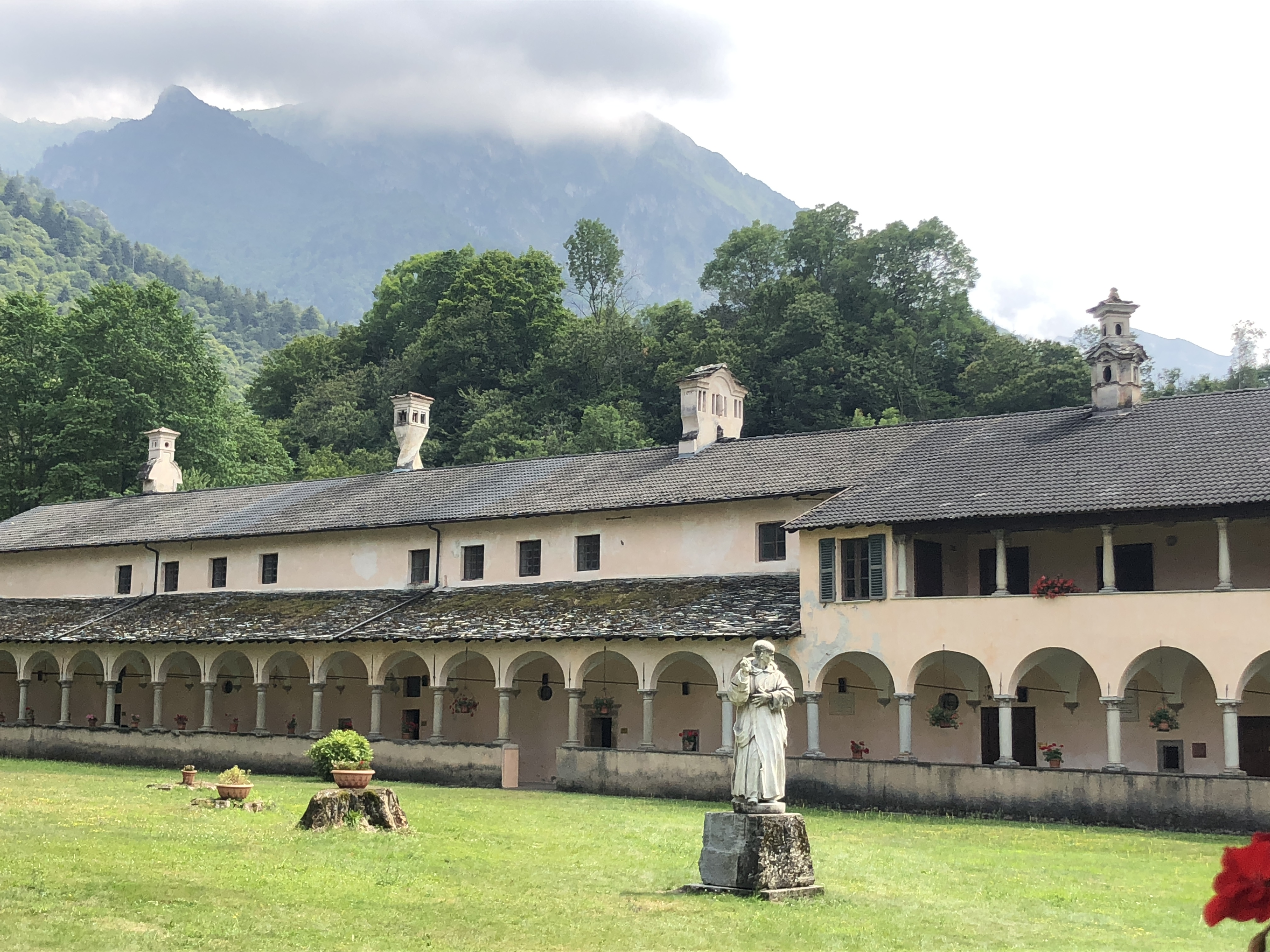
Kartause von Pesio

Das Gebiet um Chiusa Pesio war bereits in frühgeschichtlicher Zeit besiedelt, und auf dem Monte Cavanero wurde eine Nekropole gefunden, die zwischen dem 11. und 9. Jahrhundert v. Chr., also zwischen der Bronzezeit und der ersten Periode der Eisenzeit, genutzt wurde.
Die weiteren Siedlungen in der Gegend waren in der Römerzeit, wie die in der Umgebung der Stadt gefundenen Grabsteine und Aschenkrüge belegen. Es scheint, dass die Stadt von einer Straße begrenzt war, die das Tal durchquerte und nach Nizza führte. Der aus der ersten Hälfte des 11. Jahrhunderts in der Form „Clusa“ bezeugte Ortsname greift das spätlateinische CLUSA auf, das „enger Zugang zu den Bergen“ bedeuten würde, was durch die Lage des Zentrums völlig gerechtfertigt ist. Der Ursprung ist das lateinische CLAUSA, „geschlossen“, Partizip Perfekt des Verbs CLAUDERE. Die Angabe bezieht sich auf den gleichnamigen Bach, dessen Name von einigen vom lateinischen PISCIS abgeleitet ist, da seine Gewässer reich an Fischen sein sollen, und von anderen von einer unbekannten vorlateinischen Basis oder dem PAESIUS-Stab berichtet wird.
Chiusa di Pesio wurde um 1209 als Gemeinde gegründet und war Teil der Diözese Asti, die ihre Gerichtsbarkeit durch ihre Feudalherren, die Morozzos und die Herren von Forfice, ausübte. Mit der Gründung von Cuneo im Jahr 1198 gelangte es in die Herrschaft der Anjou und wurde anschließend an den Markgrafen von Ceva verkauft.
Aus historisch-architektonischer Sicht sticht die Kartause di Santa Maria hervor, die in der zweiten Hälfte des 12. Jahrhunderts gegründet, aber mehrmals umgebaut wurde. Es war bis zum Beginn des 19. Jahrhunderts aktiv und verfügt über einen großen Kreuzgang mit Portikus aus dem 16. Jahrhundert. Interessant sind auch die obere Abteikirche, die auf der Hauptkirche errichtet wurde und mit wertvollen Fresken geschmückt ist und die Bruderschaft der Annunziata aus dem 17. Jahrhundert mit wertvollen Fresken und zwei großen Öl-auf-Leinwand-Gemälden. Die Erzbruderschaft San Rocco aus dem 17. Jahrhundert und die Pfarrkirche Sant’Antonio, fertiggestellt 1893 sind ebenfalls sehenswert. Vom Castello Mirabello, oberhalb der Stadt, sind nur noch Ruinen erhalten geblieben.

## Gemeindepartnerschaft
- Cuges-les-Pins, seit 2015